# Bartolomeu Costa Cabral
Bartolomeu d'Albuquerque da Costa Cabral (Lisboa, 8 de Fevereiro de 1929 – Lisboa, 20 de abril de 2024), o 5.º Conde de Tomar, foi um arquiteto português, considerado uma das figuras marcantes da viragem do movimento moderno da arquitetura portuguesa.

## Biografia

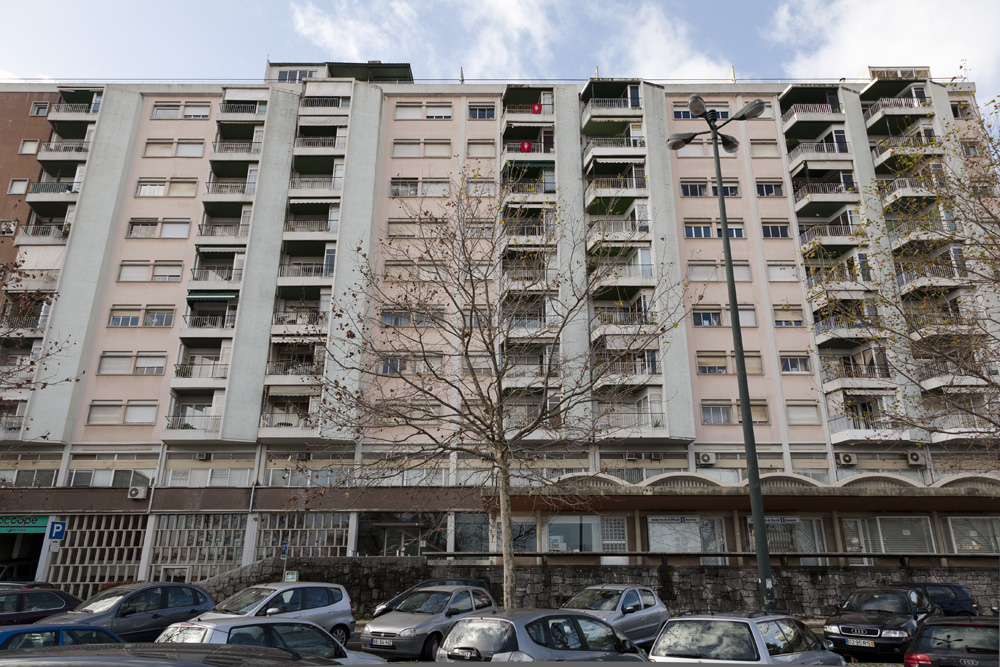
Bloco das Águas Livres, Lisboa

Nasceu a 8 de Fevereiro de 1929 em Lisboa. Em 1957 diplomou-se na Escola Superior de Belas Artes de Lisboa onde, mais tarde, viria a exercer atividade docente (1968-1970). Estagiou por diversas vezes em Portugal e no estrangeiro – Centre Scientifique et Technique du Batîment, Paris, 1962; Greater London Council, Londres, 1965; Laboratório Nacional de Engenharia Civil, Lisboa, 1967.
Iniciou atividade em 1956 no Gabinete de Urbanização do Plano Diretor de Lisboa (até 1959) e foi colaborador no ateliê de Nuno Teotónio Pereira (1950-1958). Foi arquiteto da Federação de Caixas de Previdência / habitações económicas (c. 1960-1963); trabalhou em associação com Nuno Teotónio Pereira e Nuno Portas (1958-1962); foi associado no gabinete de Planeamento e Arquitetura (1969-1996). Tem ateliê pessoal desde 1973.
No seu ateliê pessoal ou em associação com outros colegas, trabalhou em planeamento e desenvolveu inúmeros projetos de arquitetura (em diversas localidades do País), com particular incidência nos domínios da habitação e do ensino.
Foi membro da Direção do Sindicato Nacional dos Arquitetos (1960-1965) e integrou a Direção da Secção Portuguesa da União Internacional de Arquitetos.
Morreu a 20 de abril de 2024, no Hospital de São José, em Lisboa, onde se encontrava internado devido a uma infeção pulmonar.

### Prémios e distinções
Venceu o 2.º Prémio no Concurso limitado "Estudo recuperação da zona costeira entre Boca do Inferno e Miradouro da Guia" (1985); Prémio anual de Arquitetura Raul Lino (Agência da CGD, Sintra – 1978); 2.º Prémio de Arquitetura, II Exposição de Artes Plásticas da Fundação Calouste Gulbenkian, 1961 (em associação com Nuno Teotónio Pereira).
Foi-lhe atribuída uma Menção Honrosa, Prémio Valmor e Municipal de Arquitetura, 2009.
Em 2011 a Ordem dos Arquitetos realizou uma Homenagem a Bartolomeu Costa Cabral por ocasião do Dia Nacional do Arquiteto e, em 2019, por iniciativa da Secção Regional Sul da Ordem dos Arquitetos, o Convento de Cristo em Tomar acolhe a exposição A Ética das Coisas - Bartolomeu Costa Cabral 1953-2012, onde é apresentada uma expressiva parte da sua obra.
A 8 de fevereiro de 2022, foi agraciado com o grau de Grande-Oficial da Ordem do Infante D. Henrique.

## Algumas obras e projetos
- 1953-1959 – Bloco das Águas Livres, Lisboa (em associação com Nuno Teotónio Pereira; classificado em 2012 como monumento de interesse público;[8] vencedor do 2ª prémio de arquitetura, II Exposição de Artes Plásticas da Fundação Calouste Gulbenkian, 1961[9]
- 1960 – Escola Primária do Castelo, Lisboa.[2]
- 1960 – Bairro da Chamusca (80 fogos). Em colaboração com Arqtº Croft Moura.[2]
- 1961 – Conjunto de 600 fogos em Olivais Sul. Em colaboração com o Arqtº Nuno Portas.
- 1963 – Conjunto de 300 fogos, Olivais Sul,  (em associação com Nuno Teotónio Pereira).[2]
- 1963 – Fábrica de Plásticos Meleças, Sintra. Prémio Raul Lino 1985.[2]
- 1969 – Plano de ordenamento urbano e turístico do Sector IV no Algarve (GPA).
- 1970 – Unidade de ordenamento UNOR I, integrado no Plano Director de Lisboa (GPA).
- 1971 – Edifício sede da Sociedade Portuguesa de Autores, Lisboa (ateliê GPA).[2]
- 1973 – Plano de Urbanização da Falagueira, na Amadora (GPA).
- 1973 – Edifício de comércio e escritórios no Martim Moniz em Lisboa.[2]
- 1973-93 – Universidade da Beira Interior (Covilhã) – Polo 1 (ateliê GPA).
- 1975-95 – Plano de recuperação do Bairro do Pego Longo.
- 1978 – Agência da Caixa Geral de Depósitos, Sintra.[2]
- 1983 – Agência do Banco Nacional Ultramarino, Campo Maior.[2]
- 1986 – Universidade do Minho / Núcleo de Guimarães (ateliê GPA).
- 1986 – Escola Superior Agrária de Bragança(ateliê GPA).
- 1988 – Escola Superior Agrária de Santarém (ateliê GPA).
- 1988 – Escola Superior de Tecnologia de Tomar.
- 1990 – Residência de Estudantes da Escola Superior de Tecnologia de Tomar.
- 1990 – Ampliação da Galeria 111.
- 1990-94 – Bloco Habitação Social de Pego Longo. Prémio INH 1995
- 1991 – Pavilhão de Agro-Industrias, Agronomia e Civicultura Tropical do Instituto Superior de Agronomia.
- 1992 – Edifício Sede da Liga de Protecção da Natureza.
- 1993 – Mútua dos Pescadores - Pavilhão / escritórios.
- 1995 – Projecto Integrado do Castelo / Recuperação da zona histórica / Zona C12.
- 1995-99 – Bloco Pedagógico / Instituto Politécnico de Bragança.
- 1996-01 – Faculdade de Engenharia / Universidade Católica Portuguesa / Campus de Sintra.
- 1998 – Edifício de Engenharia (ampliação) / Universidade do Minho.
- 1998-01 – Biblioteca Central / Universidade da Beira Interior.
- 1998-02 – Estação da Quinta das Conchas do Metropolitano de Lisboa.
- 2000-03 – Museu de Lanifícios / Universidade da Beira Interior.
- 2000 – Zona Desportiva / Instituto Politécnico de Bragança.
- 2001 – Edifício dos Serviços Centrais / Instituto Politécnico de Bragança.
- 2003 – Moradia na Travessa da Oliveira à Estrela, Lisboa – Menção Honrosa, Prémio Valmor e Municipal de Arquitetura 2009.
- 2004 – Moradia na Rua Ribeiro Sanches, Lisboa.
- 2004 – Casa em Taipa, Beja.
- 2006 – Estudo museográfico do Museu de Lanifícios / Universidade da Beira Interior.
- 2006-08 – Área pastoril e Roda Hidráulica do Museu de Lanifícios / Universidade da Beira Interior.
- 2007-09 – Unidade de apoio social Aldeia da Solidariedade, Albufeira.
- 2009 – Restaurante Tartine, Lisboa

### Bloco das Águas Livres, Lisboa

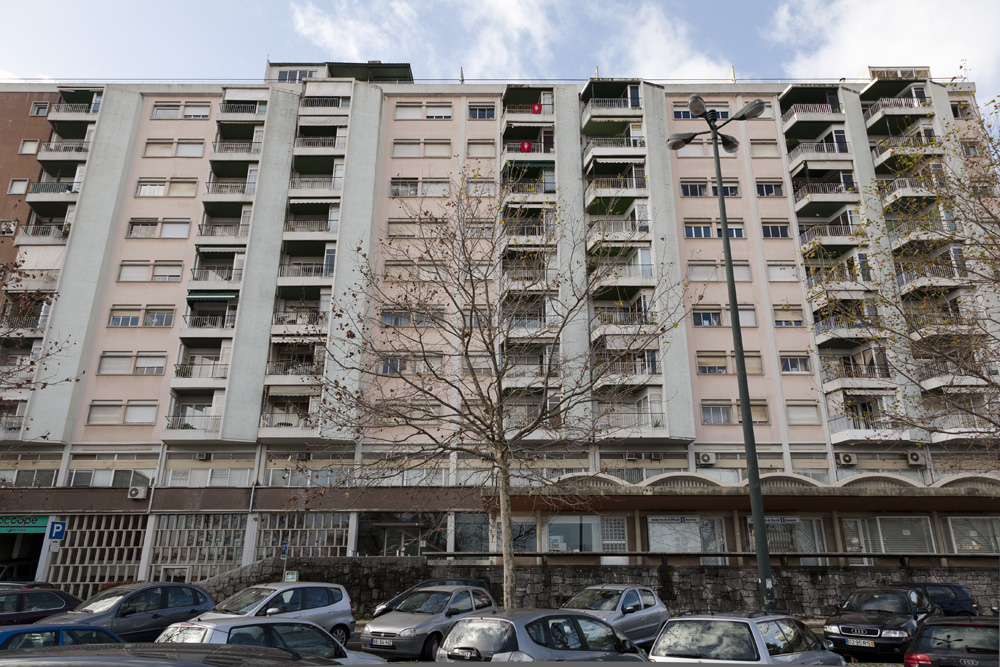
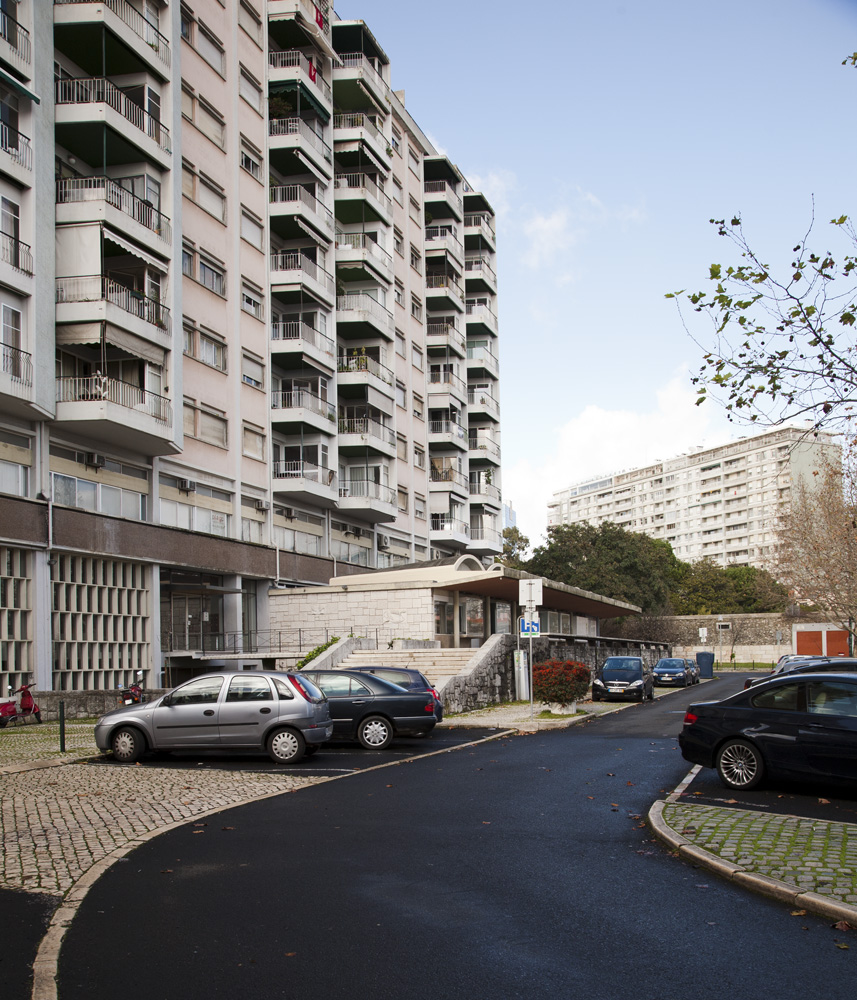

### Sociedade Portuguesa de Autores, Lisboa

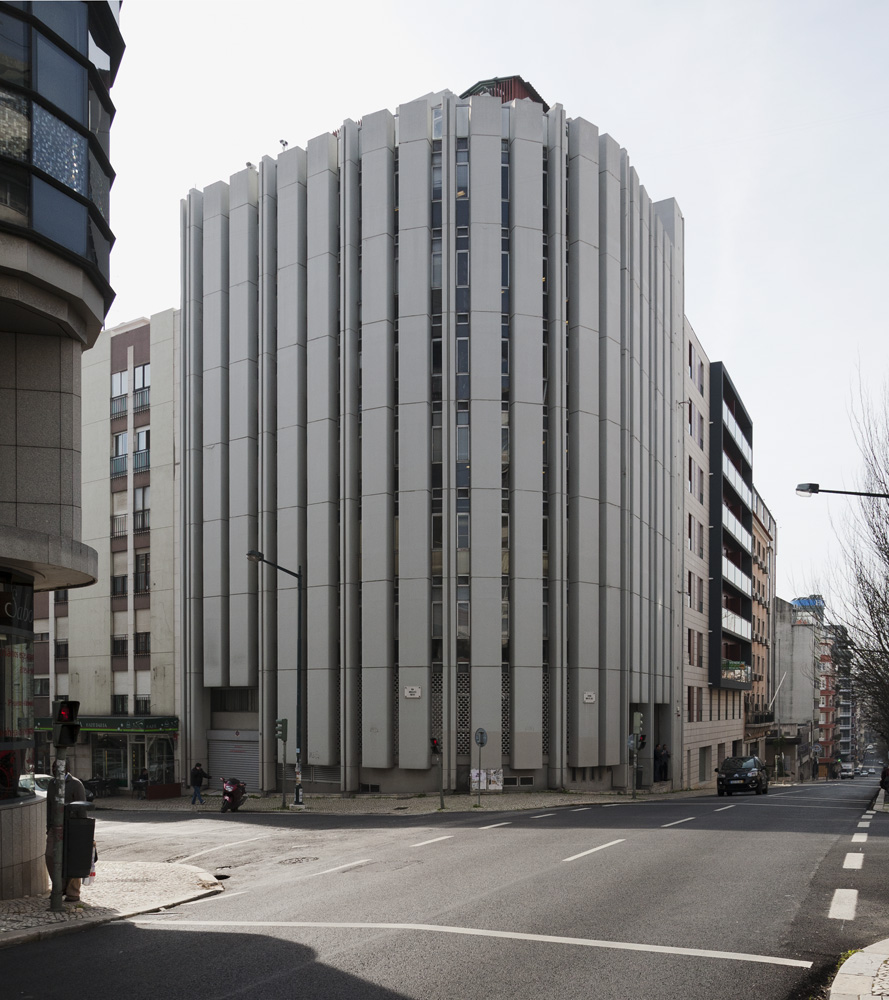
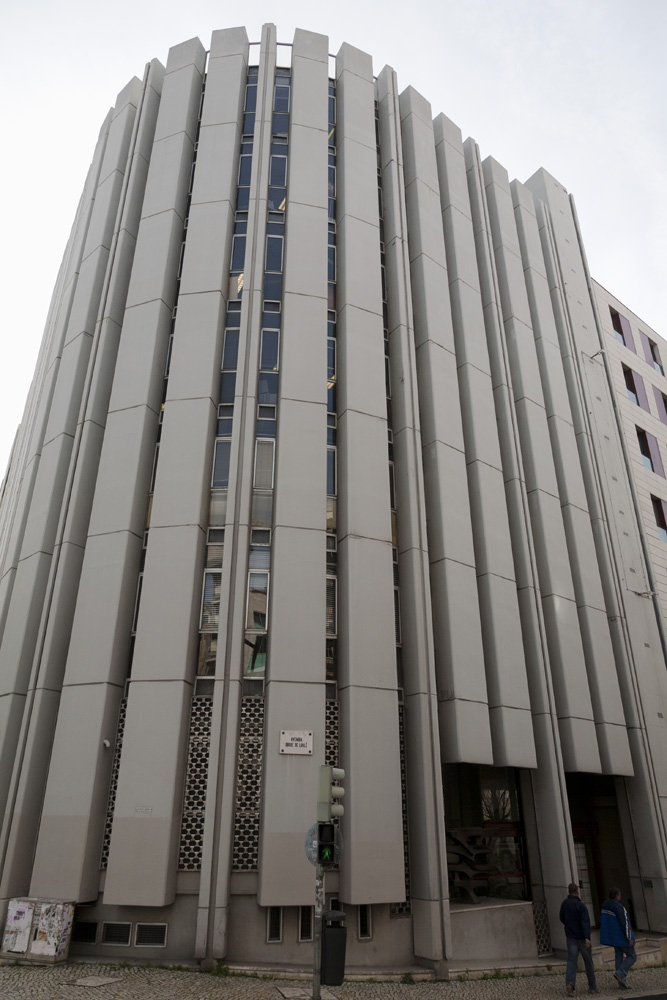

### Moradia numa herdade em Beja

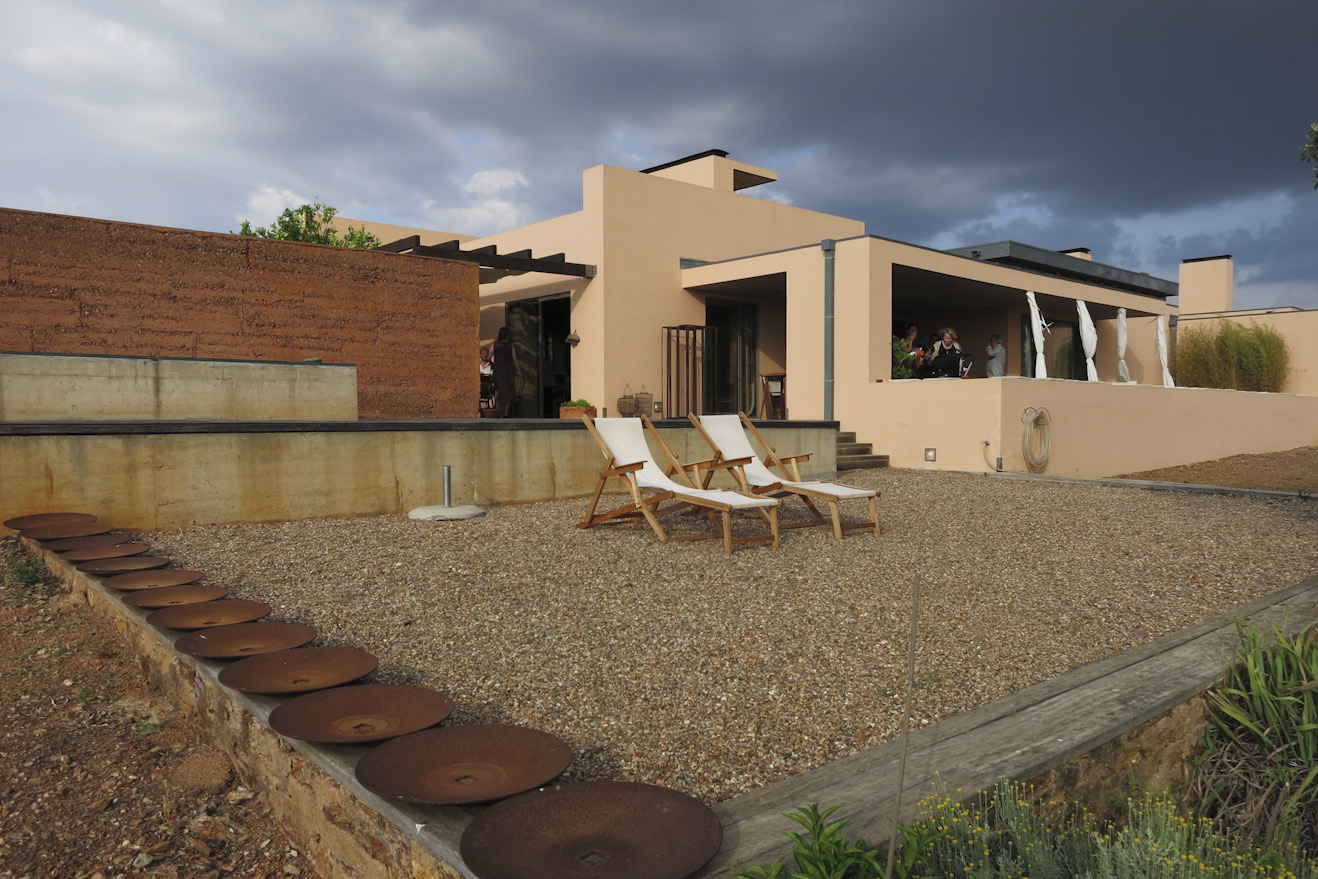
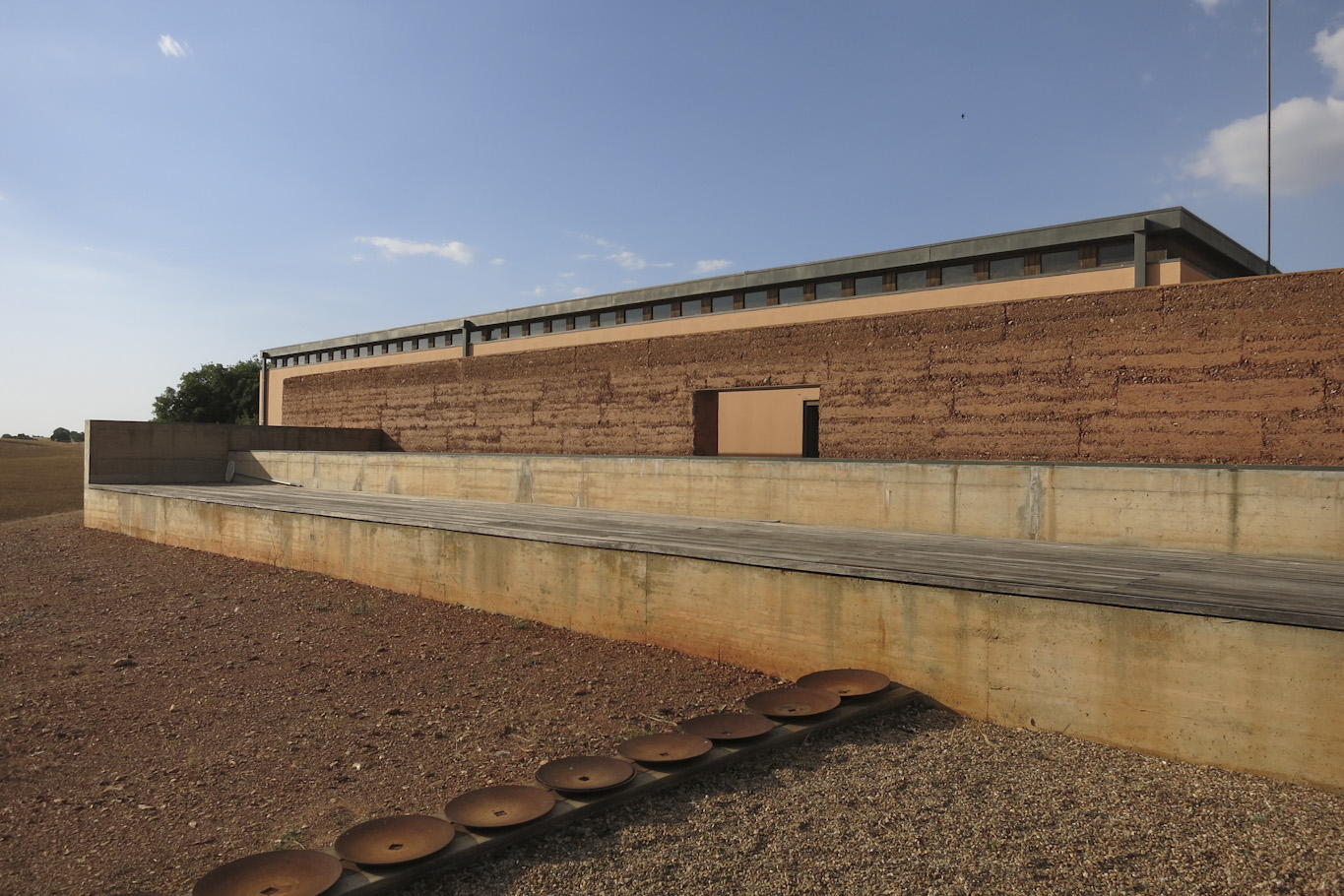
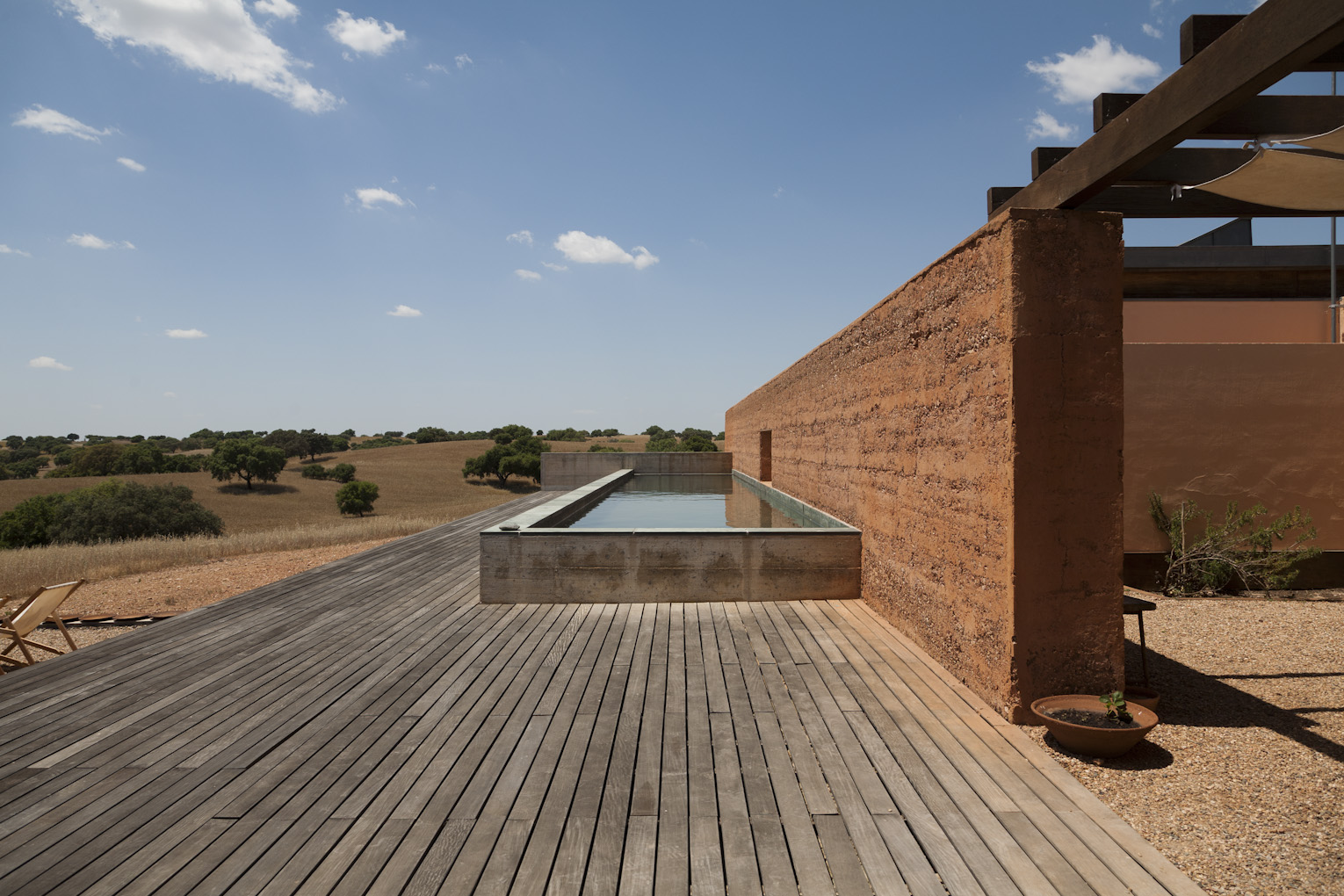
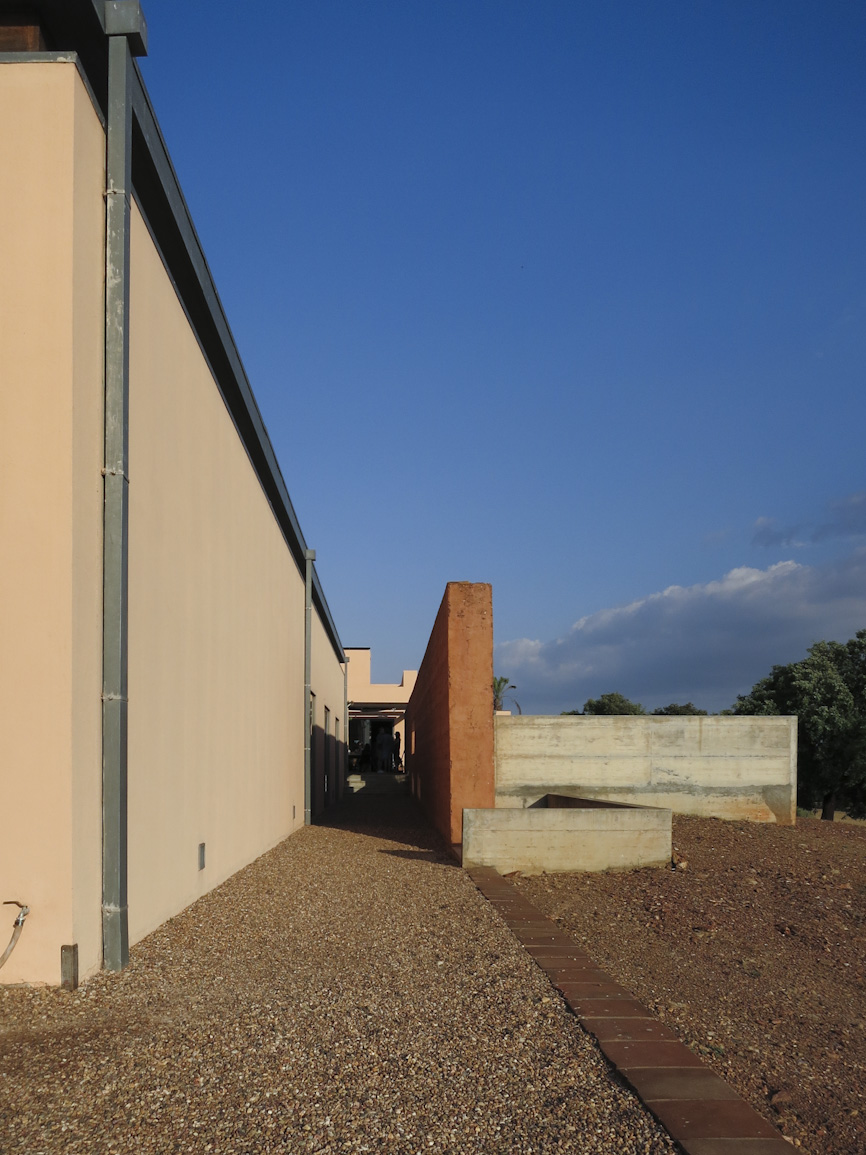
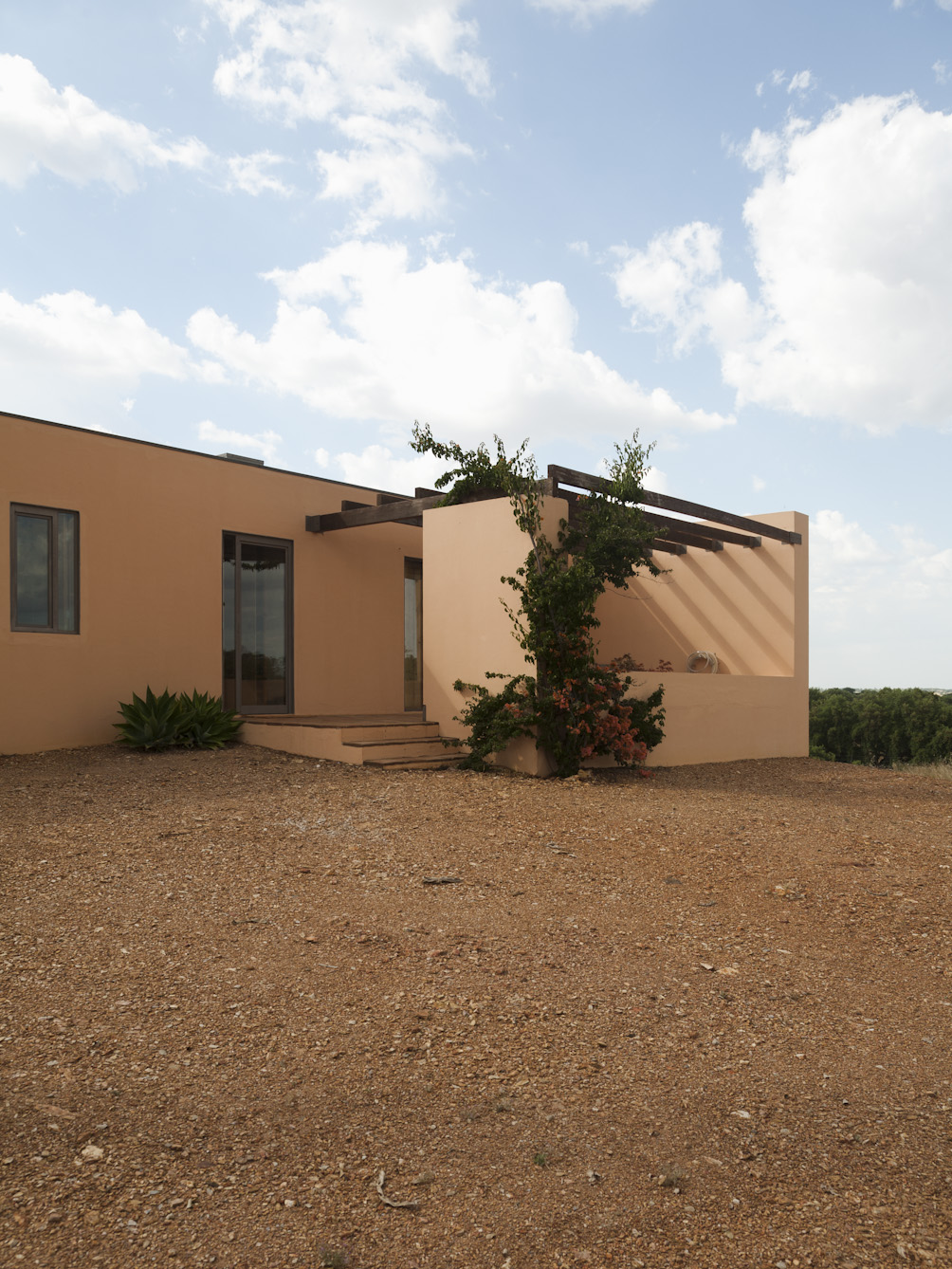
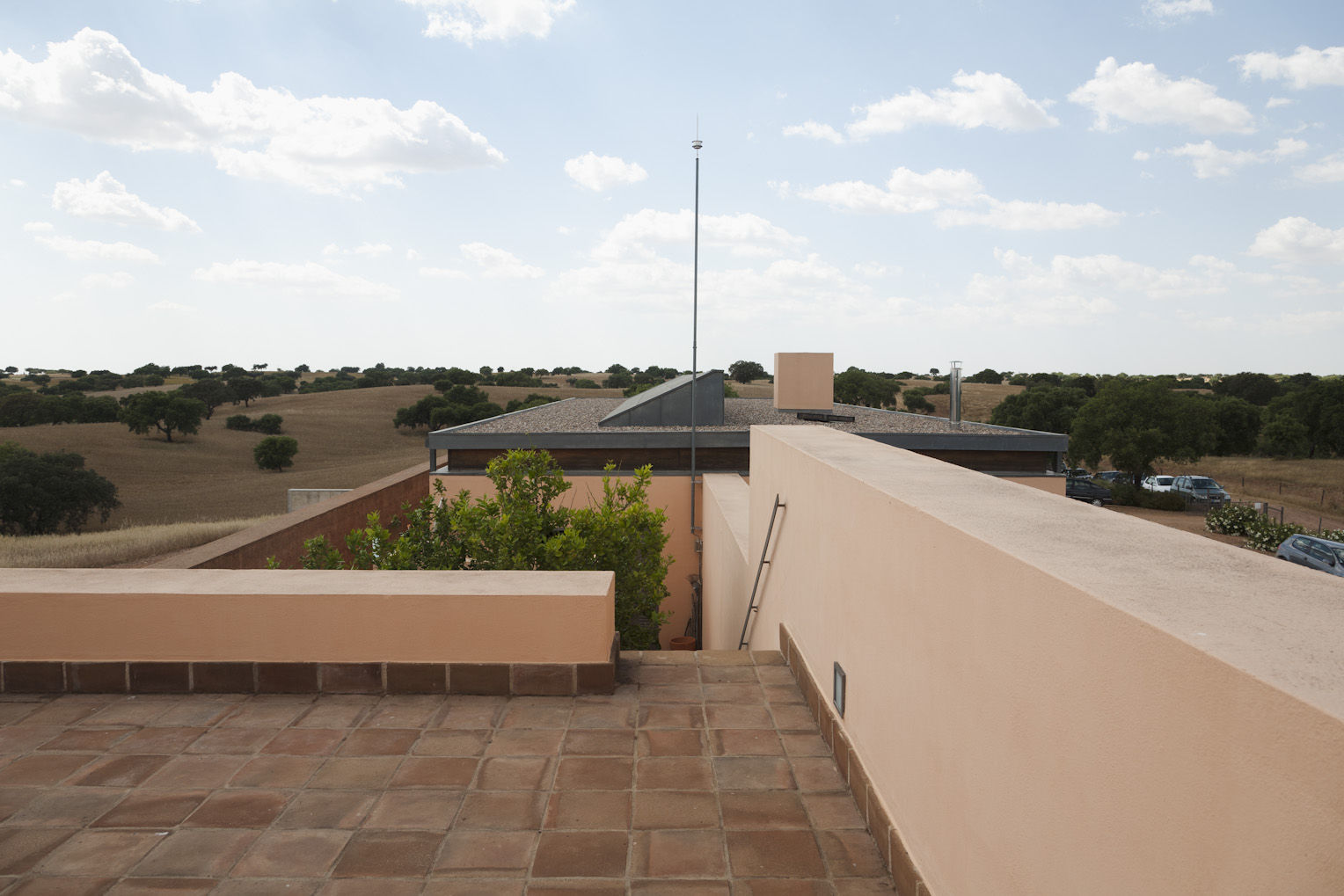